# زردية

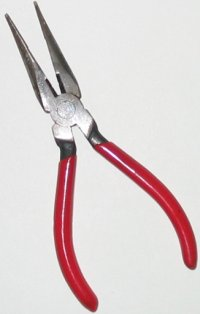
زردية.

زرادية (الجمع: زَرَادَّيات) أو الزَرَديّة  (الجمع: زَرَدَّيات) نوع من الأدوات اليدوية تستعمل لحمل الأجسام بحزم أو القطع أو حتى المواد الصلبة مثل الأسلاك. تشتمل الزردية على زوج من العتلات المعدنية مرتبطة فيما بينها، موضوعة في نهاية مدار العتلات، مما يخلق فكاك قصير في جهة المدار، كما تحتوي الزردية على مقابض طويلة في الجانب الآخر. هذا الترتيب يضاعف من قوة قبضة اليد والتي ستتركز على الغرض لفكه أو حمله. يمكن للفكاك أيضاً بأن يتعامل مع الأجسام الصغيرة جداً أو ثقيلة جداً لكي يصبح من الممكن التعامل معها بواسطة اليد. هنالك عدة أنواع من الزرديات، فبعضها مصمم لغرض المسك وبعضها الآخر مصمم لغرض معين مختلف.